# غشاء كارغيل
غشاء كارغيل (بالإنجليزية: Cargile membrane)‏ هو غشاء معقم مصنوع من صفاق الثور. يُستخدم في جراحة البطن حيث يتم وضعه بين الأسطح لمنع تشكل الالتصاقات. كما يستخدم أيضاً لتضميد الأوتار والأعصاب المخاطة حديثا.
سُمي الغشاء على اسم الجراح الأمريكي تشارلز كارغيل (1853-1930) والذي إستعمله لأول مرة حوالي عام 1900، وفقا لمعجم دورلاند الطبي.